# Mimi Rogers
Mimi Rogers (oprindeligt Miriam Spickler, født 27. januar 1956 i Coral Gables, Florida) er en amerikansk skuespillerinde.

## Karriere
Rogers' gennembrud var i en rolle overfor Tom Berenger i Someone to Watch Over Me (1987). Hendes karriere har overvejende været koncentreret omkring uafhængige filmselskaber udenfor Hollywood. Blandt andet i The Rapture (1991), Dark Horse (1992), og i Full Body Massage (1995). Stadig har en del af hendes arbejde været i Hollywoodregi. som i sci-fi filmen, Lost in Space (1998) og tv-serien The X-Files (1998-1999) i rollen som Diana Fowley. Hun spillede moderen til Vanessa Kensington (Elizabeth Hurley) i Austin Powers: International Man of Mystery (1997). Og i den sidste sæson af Dawson's Creek (1998) spillede hun mor til Jen Lindley (Michelle Williams). I 2006 medvirkede hun i en Fox sitcom, ved navn The Loop.
Hun poserede nøgen i og på forsiden af Playboy magazine i marts 1993-udgaven.

## Privatliv
Mimi Rogers, oprindelig Miriam Spickler blev født i Coral Gables i Florida. Datter af Philip J. Spickler, civil ingeniør.
Faren, der var Jøde og moren som var episcopalianer, blev medlemmer af Scientology kirken. 
Mimi Rogers første mand, Jim Rogers Arkiveret 7. januar 2010 hos  Wayback Machine, var også Scientolog. De blev gift i 1977 og skilt igen i 1980. Hendes andet ægteskab, med Tom Cruise; varede fra 1987 til 1990,. Hun introducerede Cruise til Scientology. Hun introducerede andre til kirken, heriblandt Sonny Bono. Hun forlod selv senere Scientology. 

I 2003, giftede hun sig med produceren Chris Ciaffa; De har sammen fået børnene, Lucy (1995) og Charles (2001).

## Filmografi

### Film
- Blue Skies Again (1983)
- Gung Ho (1986)
- Street Smart (1987)
- Someone to Watch Over Me (1987)
- The Mighty Quinn (1989)
- Hider in the House (1989)
- Dimenticare Palermo (1990)
- Desperate Hours (1990)
- The Doors (1991)
- Wedlock (1991)
- The Rapture (1991)
- White Sands (1992)
- Dark Horse (1992)
- Shooting Elizabeth (1992)
- Monkey Trouble (1994)
- Reflections on a Crime (1994)
- Killer (1994)
- The Beast (1995) (stemme)
- Far from Home: The Adventures of Yellow Dog (1995)
- Little White Lies (1996)
- Trees Lounge (1996)
- The Mirror Has Two Faces (1996)
- Austin Powers: International Man of Mystery (1997)
- Lost in Space (1998)
- Seven Girlfriends (1999)
- Ginger Snaps (2000)
- The Upgrade (2000)
- Cruel Intentions 2 (2000) (video)
- Dumb and Dumberer: When Harry met Lloyd (2003)
- The Gunman (2004)
- Seeing Other People (2004)
- The Door in the Floor (2004)
- Dancing in Twilight (2005)
- Penny Dreadful (2006)
- Big Nothing (2006)
- Frozen Kiss (2009)
- Falling Up (2009)